# Лагорахи
Лагорахи (грч. Λαγόρραχη) је насељено место у општини Катерини у периферији Средишња Македонија, Грчка. Према попису из 2021. године било је 332 становника.
Насеље су подигли педесетих година 20. века мештани села Мосхопотамос и први пут се помиње на попису из 1961. године са 680 становника.